# Devil May Cry (serie animata 2025)
Devil May Cry è una serie animata per adulti del 2025 creata dal produttore cinematografico indiano-americano Adi Shankar e prodotta dallo Studio Mir con sede in Corea del Sud. Basato sull'omonimo franchise di videogiochi giapponese di Capcom, la storia segue il cacciatore di demoni a pagamento, Dante, mentre tenta di sventare un'invasione demoniaca della Terra guidata da un potente demone noto come il Bianconiglio, entrando anche in conflitto con un soldato, Mary.
La serie è stata rilasciata il 3 aprile 2025 su Netflix, ed è un adattamento del videogioco Devil May Cry 3: Dante's Awakening e della serie manga dedicata al terzo capitolo che fungeva da prequel composta da 2 volumi, ovvero Devil May Cry 3: CODE 1: DANTE e CODE 2: VERGIL.

## Trama
Mentre è braccato dall'organizzazione governativa Dark Realm Command (DARKCOM) sotto il vicepresidente William Baines, Dante, un cacciatore di demoni a pagamento, entra in conflitto con un terrorista ossessionato dai demoni chiamato il Bianconiglio che cerca vendetta sulla razza umana.

## Episodi
| Stagione       | Episodi | Pubblicazione |
| -------------- | ------- | ------------- |
| Prima stagione | 8       | 2025          |

## Personaggi

### Principali
- Dante doppiato in inglese da Johnny Yong Bosch e in italiano da Federico Campaiola: un cacciatore di demoni e figlio del leggendario demone Sparda.
  - Kue Lawrence doppia Dante da giovane.
- Mary Arkham/Lady doppiata in inglese da Scout Taylor-Compton e in italiano da Ludovica Bebi: un'agente della DARKCOM che Dante soprannomina "Lady".
  - Evie Hsu doppia Mary da giovane.
- Bianconiglio doppiato in inglese da Hoon Lee e in italiano da Massimo Lodolo: un terrorista che cerca di fondere il regno umano e quello demoniaco.
- Enzo Ferino doppiato in inglese da Chris Coppola e in italiano da Luigi Ferraro: un broker di informazioni che aiuta Dante a trovare lavoro.
- William Baines doppiato in inglese da Kevin Conroy e in italiano da Saverio Indrio: il vicepresidente degli Stati Uniti e capo genocida del DARKCOM.
  - Ian James Corlett doppia gli ultimi dialoghi di Baines in episodi selezionati.
- Vergil doppiato in inglese da Robbie Daymond e in italiano da Luca Ghignone: il fratello gemello di Dante.

### Supporto
- Dr. Fisher doppiato in inglese da Zeke Alton e in italiano da Francesco Cavuoto: uno scienziato del paranormale al DARKCOM.
- Hopper doppiato in inglese da Jon Gries e in italiano da Dario Oppido: il presidente degli Stati Uniti.
- King doppiato in inglese da Sunkrish Bala e in italiano da Francesco Venditti: un agente della DARKCOM e membro della squadra di Mary.
- Ninja doppiata in inglese da Fryda Wolff e in italiano da Guendalina Ward: un agente della DARKCOM e membro della squadra di Mary.
- Patriota doppiato in inglese da Leilani Barrett: un agente della DARKCOM e membro della squadra di Mary.
- Sentry doppiata in inglese da Tina Majorino e in italiano da Eva Padoan: un agente della DARKCOM e membro della squadra di Mary.
- Anders doppiato in inglese da Benjamin Abiola e in italiano da Daniele Raffaeli: un agente della DARKCOM e membro della squadra di Mary.
- Sly doppiato in inglese da Kenny Omega, un mercenario assunto per catturare Dante.
- Arnold doppiato in inglese da Jason E. Kelley e in italiano da Stefano Alessandroni: mercenario assunto per catturare Dante, con il quale ha già avuto uno scontro in passato.
- Kalina Arkham doppiata in inglese da Erica Lindbeck: la defunta madre di Mary.
- John Arkham, Agni e Rudra doppiati in inglese da Ray Chase e in italiano da Davide Marzi (John Arkham), Alessandro Messina (Agni) e Riccardo Lombardo (Rudra): uno è il defunto padre di Mary mentre l'altro sono demoni che lavorano per il Bianconiglio.
- Cavaliere doppiato in inglese da Jason Marnocha, un demone che lavora per il Bianconiglio.
- Plasma, Griff doppiati in inglese da Roger L. Jackson e in italiano da Luca Ghignone: uno è un demone mutaforma che lavora per il Bianconiglio mentre l'altro un agente della DARKCOM.
- Eva, Echidna doppiate in inglese da Kari Wahlgren: una è la defunta madre umana di Dante mentre l'altra e un demone che lavora per il Bianconiglio.

## Produzione

### Sviluppo
Alla fine del 2018, Adi Shankar ha annunciato di produrre l'adattamento della serie TV Devil May Cry di Capcom per Netflix. Alex Larsen è stato assunto come sceneggiatore per la serie. La prima stagione sarà composta da 8 episodi.
Alla fine di settembre 2023, il primo teaser è stato rilasciato durante il livestream Drop 01 di Netflix. Poco dopo, il doppiatore inglese di lunga data di Dante, Reuben Langdon, ha rivelato che non gli è stato chiesto di riprendere il suo ruolo. Nel settembre 2024 è stato rivelato che Johnny Yong Bosch, che ha doppiato Nero nei giochi, avrebbe assunto il ruolo di Dante per la serie. L'11 marzo 2025 è stato rivelato un nuovo trailer con altri membri del cast, uno dei quali è Kevin Conroy in un ruolo postumo come VP Baines dopo la sua morte nel novembre 2022.
Da autoproclamato fan della serie, Adi Shankar ha detto di aver fatto il cosplay in risposta al gioco, che ha attirato la società incaricata dei giochi. Shankar ha portato parallelismi tra Devil May Cry e il fumetto Iron Man in termini di popolarità e ha voluto dargli una revisione ispirata alla trilogia del cavaliere oscuro di Christopher Nolan. Secondo Shankar, questa serie è considerata parte di un "Bootleg Multiverse" condiviso, insieme a Castlevania, Castlevania: Nocturne e Captain Laserhawk: A Blood Dragon Remix. Una settimana dopo l'uscita della prima stagione, la serie è stata rinnovata per una seconda stagione.

### Casting
Nel settembre 2024 è stato annunciato che Johnny Yong Bosch, che ha doppiato Nero nei giochi, avrebbe assunto il ruolo di Dante per la serie. L'11 marzo 2025 è stato rivelato un trailer con altri membri del cast, uno dei quali è Kevin Conroy in un ruolo postumo come William Baines dopo la sua morte nel novembre 2022. A causa della morte di Conroy, Ian James Corlett assunse il ruolo di Baines a metà della serie, riempiendo i dialoghi incompiuti. Nel 2023, Tony Todd è stato scelto per un ruolo non rivelato.

## Distribuzione
Nel settembre 2023, è stato rilasciato un primo teaser trailer insieme alla notizia che lo Studio Mir della Corea del Sud avrebbe prodotto e animato la serie. Un secondo teaser trailer è stato rilasciato il 19 settembre 2024. Nel gennaio 2025 è stata svelata la sequenza introduttiva, che presentava la canzone "Rollin'" dei Limp Bizkit. La prima stagione è stata presentata in anteprima il 3 aprile 2025.

## Accoglienza
Sul sito di recensioni Rotten Tomatoes, la serie di Devil May Cry detiene un indice di approvazione del 92%, basato su 12 recensioni con un punteggio medio di 7,8/10. Metacritic, che utilizza una media ponderata, ha assegnato un punteggio di 77 su 100 sulla base di 5 recensioni della critica, indicando recensioni "generalmente favorevoli".
Tuttavia, Joshua Fox di Screen Rant ha criticato la serie dal punto di vista dichiarato di un fan di Devil May Cry. Ha commentato la qualità della scrittura, affermando che "i miei problemi con la scrittura di Devil May Cry sono aggravati da quello che è diventato il più grande punto critico: gli elementi politici" prima di approfondire come il commento della serie sulla guerra al terrorismo fosse "completamente fuori luogo" per il franchise. Fox ha anche notato che la serie "non funziona a causa di quanto male ritrae personaggi vecchi e nuovi allo stesso modo", sottolineando in particolare le differenze tra Dante e Lady rispetto alle loro controparti dei videogiochi.